# Isabela Figueiredo
Pour les articles homonymes, voir Figueiredo.
Isabela Figueiredo (Maputo, 1er janvier[réf. nécessaire] 1963 ) est une journaliste, enseignante et écrivaine portugaise.

## Biographie
Isabela Figueiredo est née à Lourenço Marques (actuel Maputo), au Mozambique portugais. Elle arrive au Portugal en 1975, au moment de l’indépendance du Mozambique, en tant que rapatriée. Elle habite chez sa grand-mère, étant séparée de ses parents, qui sont restés au Mozambique pendant 10 ans.
Isabela Figueiredo est titulaire d'un diplôme en langues et littérature lusophones de l'université nouvelle de Lisbonne et d'une spécialisation en études de genre de l'université Aberta de Lisbonne. Elle enseigne le portugais.  
Elle publie ses premiers textes en 1983 dans DN Jovem, un supplément aujourd'hui disparu du Diário de Notícias. 
En 1988, elle remporte son premier prix à la Mostra Portuguesa de Artes e Ideias (Exposition portugaise des Arts et des Idées) avec l'ouvrage Conto é Como Quem Diz (Le conte est pour ainsi dire), publié sous le nom d'Isabel Almeida Santos. 
Isabela Figueiredo a travaillé comme journaliste au Diário de Notícias entre 1989 et 1994 et également comme professeure de lycée sur la rive sud de Lisbonne entre 1985 et 2014. 
En 2009, elle publie l'ouvrage autobiographique Carnet de mémoires coloniales, qui a été élu en 2010 comme l'une des œuvres les plus pertinentes de la décennie par l'écrivaine Maria da Conceição Caleiro et l'essayiste Gustavo Rubim dans le spécial publié par le magazine culturel Ípsilon (supplément artistique au journal Público).  
Toujours en 2010, elle a reçu le prix du meilleur livre de l'année avec Carnet de mémoires coloniales. Son roman La Grosse (A Gorda, 2016) a été considéré comme l'un des dix meilleurs livres de 2016 par le magazine en ligne Espalha-Factos et a remporté le prix littéraire Urbano Tavares Rodrigues 2017. 
Son travail est axé sur le corps, la sensualité et la dénonciation du racisme et du colonialisme.

## Publications
- (pt) Conto é Como Quem Diz (Le conte est pour ainsi dire), Europress, 1988, 48 p. (ISBN 9789725591017)[8]
- Carnet de mémoires coloniales, Chandeigne, 2021, 352 p. (ISBN 978-2-36732-222-3)[9] traduit du portugais par Nathalie Meyroune et Myriam Benarroch.
- (pt) A Gorda, Caminho, 2016, 288 p. (ISBN 9789722128339)
- La Grosse, Chandeigne, 2023, 288 p. (ISBN 978-2-36732-258-2) traduit du portugais par João Viegas.

## Prix
- 1988 - Prix de l'exposition portugaise des arts et des idées[8]
- 2010 - Prix Monstro do Ano (monstre de l'année) pour le meilleur livre, par Angelus Novus[10]
- 2017 - Prix littéraire Urbano Tavares Rodrigues[7]
- 2021 - Nommée pour le prix Femina étranger [11]
- 2022 - Prix des Lecteurs du 35e festival des Littératures européennes de Cognac (LEC) pour son récit biographique Carnet de mémoires coloniales (Chandeigne 2021).